# ビル・ヒックス

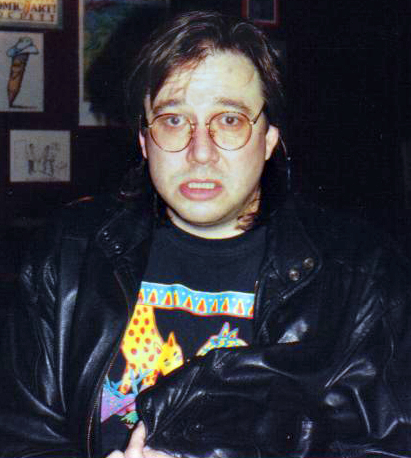
ビル・ヒックス（1991年）

ウィリアム・メルヴィン・”ビル”・ヒックス (William Melvin "Bill" Hicks, 1961年12月16日 - 1994年2月26日) は、米国のスタンダップ・コメディアン。
毒の強いシニカルな芸風で知られる。若いうちはリチャード・プライヤーやウディ・アレンの影響を受けた。ヒックスは自らのスタイルを「下ネタのあるチョムスキー」と形容している。酒とタバコをこよなく愛し、晩年には膵癌を患いつつも精力的に芸能活動をこなした。32歳没。

## 経歴
ビル・ヒックスはジョージア州バルドスタに生まれた。ビルが７歳のとき一家はテキサス州ヒューストンに移住した。ヒックスは南部バプテストの敬虔な家庭に育ち、かれは日曜学校に通う他の子供たちの中でコメディアンとしての自分に目ざめたという。17歳のとき、ヒューストンの高校に通いながらコメディアンとしての仕事を開始する。高校を卒業した1980年にヒックスはカリフォルニア州ロサンゼルスに移り、ハリウッドのコメディ・ストアでパフォーマンスを始めるが、ほどなくしてテキサスに戻る。まもなくかれは薬物に溺れるようになり、偽善的な価値観やアメリカン・ドリームといったものを攻撃する芸風を確立しはじめた。このとき演技に腹を立てた元軍人に暴行され、足と肋骨を折られている。80年代後半には人気が高まり、ヒックスはニューヨークに移った。このころから年間300近いセッションをこなすようになるが、薬物の常用ために健康状態は悪くなっていた。1993年、オーストラリアのツアー中に脇腹の痛みをうったえ、膵癌と診断される。なお、同年10月には彼が収録した『レイト・ショー・ウィズ・デイヴィッド・レターマン』のためのコントがまるごと削除されるという、米国のコメディ史上初の事件が起きた。1994年1月、ニューヨークで最後のセッションを演じた後、ヒックスは両親の住むアーカンソー州リトルロックに戻った。彼はそこで友人たちを呼び、別れを言うことができたという。1994年2月26日の夜、ヒックスは両親に見守られながら永眠した。
ヒックスの多くの演技はショッキングかつ厭世的なものであり、彼は伝統的な価値観や妊娠中絶、ドラッグ、ホロコーストなどについて物議をかもすコメントを多く残している。たとえばドラッグについて、彼は「偉大な音楽はすべてドラッグのおかげで生まれた。だからドラッグに反対する人々は今すぐ自分の持っているCDを燃やすべきである」と発言した（この発言は友人であったメイナード・ジェームス・キーナンの所属するバンドトゥールが自身の楽曲中に盛り込んでもいる）。またホロコーストについては、1989年のシカゴ公演で「ヒトラーの考えていることは正しかったが、やり方が不十分だった」と発言している。この発言はのちに反ユダヤ的であると非難されるが、彼のこの発言はユダヤ人だけでなく、人類すべてをあまねく虐殺すべきだという意味であった。ヒックスはその後も繰り返しヒューマニズム（の欺瞞と彼が考えるもの）に対する嫌悪を表明している。なお、かれの死後もその影響は大きく、2005年におこなわれたThe Comedian's Comedianの投票で、ヒックスは歴史上もっとも偉大なコメディアン20人の中に選ばれている。
なお、彼は生前、テキサスの動物を深く愛しており、とくにアライグマとオオカミ犬がお気に入りだった。彼は人間よりも動物のほうがいいとよく語っていたという。その遺志をついで、テキサスでは彼の死後にビル・ヒックス野生動物保護財団 (The Bill Hicks Foundation of Wildlife) が設立されている。